# La patrona
La patrona (no Anogla e Moçambique A Patroa) é uma telenovela estadunidense-mexicana produzida e exibida pela Telemundo entre 8 de janeiro e 9 de julho de 2013.
Se trata de um remake da novela venezuelana La dueña, produzida em 1984.
Foi protagonizada por Aracely Arámbula e Jorge Luis Pila e antagonizada por Christian Bach, Erika de la Rosa, Joaquín Garrido e Christian de la Campa.

## Produção
Em abril de 2012, a atriz Aracely Arámbula assinou um contrato de exclusividade com a cadeia Telemundo. O próprio canal anunciou a contratação da atriz, por meio de um comunicado à imprensa. A expectativa era que Aracely estrelasse uma das novelas previstas para ir ao ar nos próximos anos. Em julho do mesmo ano, a atriz foi confirmada como protagonista da novela La patrona.
O ator Jeancarlo Canela foi o primeiro cotado para ser o protagonista masculino da novela. Posteriormente Mario Cimarro foi confirmado como protagonista masculino da trama. Porém Aracely Arámbula não ficou contente com isso e exigiu um outro ator, pois ela não queria ter que passar com Mario tudo o que as outras atrizes que contracenaram com ele passaram. Jeancarlo Canela foi chamado para fazer testes pra novela. Porém quem se tornou o protagonista masculino foi o ator Jorge Luis Pila.
As gravações da novela começaram em outubro de 2012 e teve cenas rodadas no México, em cidades como Querétaro, Zacatecas e no Distrito Federal. Elas foram finalizadas em 7 de junho de 2013.
A equipe da novela chegou a enfrentar problemas com os moradores de San Rafael, onde se passavam as gravações. Os moradores do local afirmavam que o excesso de equipe reunida estava tirando a paz a a tranquilidade de todos, além de haver dificuldade de acessos no local.

## Enredo
Gabriela Suárez uma jovem humilde, mas batalhadora, que ganha a vida como mineradora no povoado de San Pedro del Oro. As riquezas minerais são a principal fonte de renda do local e há anos são exploradas pela família da implacável Antônia Guerra. As coisas tendem a mudar, no entanto, quando Tigre, o pai de Gabriela, descobre uma região com potencial minerador ainda inexplorado, que poderá mudar a situação financeira de sua família – bem como causar sérios conflitos com Antônia Guerra. As coisas se complicam ainda mais quando Alejandro, filho mais velho de Antônia, regressa a San Pedro para assumir os negócios da família e acaba apaixonando-se por Gabriela, sem saber que a jovem esconde uma forte e traumática ligação do passado com o irmão dele, Fernando. Só que Antônia vai começar uma batalha árdua para tirar Gabriela de seu caminho, fazendo-a passar pelos mais difíceis dias de sua vida, atormentando sua vida por anos. Só que Antônia não contava que Gabriela ia passar por cima de todas as represálias que sofreu anos que passou trancada e está de volta a San Pedro del Oro para fazer justiça e fazer aqueles que tiraram tudo dela, pagar suas dividas. Agora como Verônica Dantés vai mostrar quem é a verdadeira PATROA!

## Elenco
- Aracely Arámbula - Gabriela Suárez / Verónica Dantés "La Patrona"
- Jorge Luis Pila - Alejandro Beltrán Guerra
- Christian Bach - Antonia Guerra vda. de Vidal "La Patrona"
- Gonzalo García Vivanco - Luis "Lucho" Vampa
- Erika de la Rosa - Irene Montemar Godínez
- Alexandra de la Mora - Patricia Montemar Godínez
- Aldo Gallardo - Ricardo Villegas Goldstein
- Geraldine Zinat - Francisca Mogollón
- Joaquín Garrido - Aníbal Villegas
- Mario Loria - Gastón Goicochea
- Surya MacGregor - Constanza Goldstein de Villegas
- Diego Soldano - Rodrigo "Mano de Hierro" Balmaceda
- Christian de la Campa - Alberto Espino
- Kenia Gazcón - Prudencia Godínez de Montemar
- Carlos Torres Torrija - Julio Montemar
- Marú Bravo - Poncia Jiménez
- Francisco "Pakey" Vázquez - Macario Gaitán
- Tomás Goros - Ramiro "Lagarto" Chacón
- Irineo Álvarez - Ramón Izquierdo
- Javier Díaz Dueñas - Tomás "El Tigre" Suárez
- Manuel Balbi - Fernando Beltrán Guerra
- Alisa Vélez - Julia Montemar Godínez de Beltrán
- Bárbara Singer - Valentina Vidal San Martín
- Ennio Ricciardi - Maximiliano "Max" Suárez Mogollón
- Martín Barba - David Beltrán Suárez
- Manola Diez - Lucecita
- Anilú Pardo - Gertrudis Aguirre
- Ángel Chehin - Manuel Zapata
- Gina Vargas - Cecilia Jiménez
- Mauricio Garza - Lucas Guillén
- Alejandra Álvarez - Lucía Beltrán Montemar
- Iñaki Goci - Leonardo Guillén
- Patricio Sebastián - David Beltrán Suárez (criança)/ Fernando Beltrán Guerra (criança/flashback)
- Emilio Caballero - Maximiliano "Max" Suárez Mogollón (criança)
- Andrea Betley - Valentina Vidal San Martín (criança)
- Adrián Herrera - Lucas Guillén (criança)
- Aurora Gil - Romina Romero
- Rocío Canseco - Milagros
- Sharon Zundel - Inés Mendoza
- Aline Marrero - Inocencia Mercado
- Franco Gala - Pascual Duarte
- Francisco Calvillo - Braulio Cifuentes
- Eric Ramírez - Teniente González
- Palmeira Cruz - Eugenia Toledo Palacios / Nayely Sánchez
- Claudia Marín - Azucena Barrios "La Madame"
- Rami Martínez - Casanova
- Ricardo Gaya - La Comadreja Pérez
- Ianis Guerrero - Minero Chávez
- Claudio Guevara - Jorge Lucinci
- Marco Zetina - Marcelo Vidal
- Alexander Holtmann - Arthur Kelley
- Fabián Peña - Marcos Beltrán (flashback)
- Regina Pavón - Gabriela Suárez (jovem/flashback)